# Hermann Heinel
Carl Hermann Heinel (* 22. März 1854 in Remptendorf; † 13. Juli 1932 ebenda) war ein deutscher Gutsbesitzer und Politiker.

## Leben
Heinel war der Sohn des Bauern Christian Friedrich Heinel und dessen Ehefrau Johanne Christiane Friederike geborene Ackermann. Er war evangelisch-lutherischer Konfession und heiratete am 23. Januar 1879 in Remptendorf Karoline Emilie Michael (* 3. Januar 1856 in Remptendorf; † 25. November 1926 ebenda), die Tochter des Bauern und Amtsschulzes Franz Gottlieb Michael aus Remptendorf.
Heinel lebte als Gutsbesitzer in Remptendorf. Dort war er auch Gemeindevorsteher. Vom 27. Februar 1903 bis zum 11. November 1908 war er Abgeordneter im Greizer Landtag.